# ورنیساژ

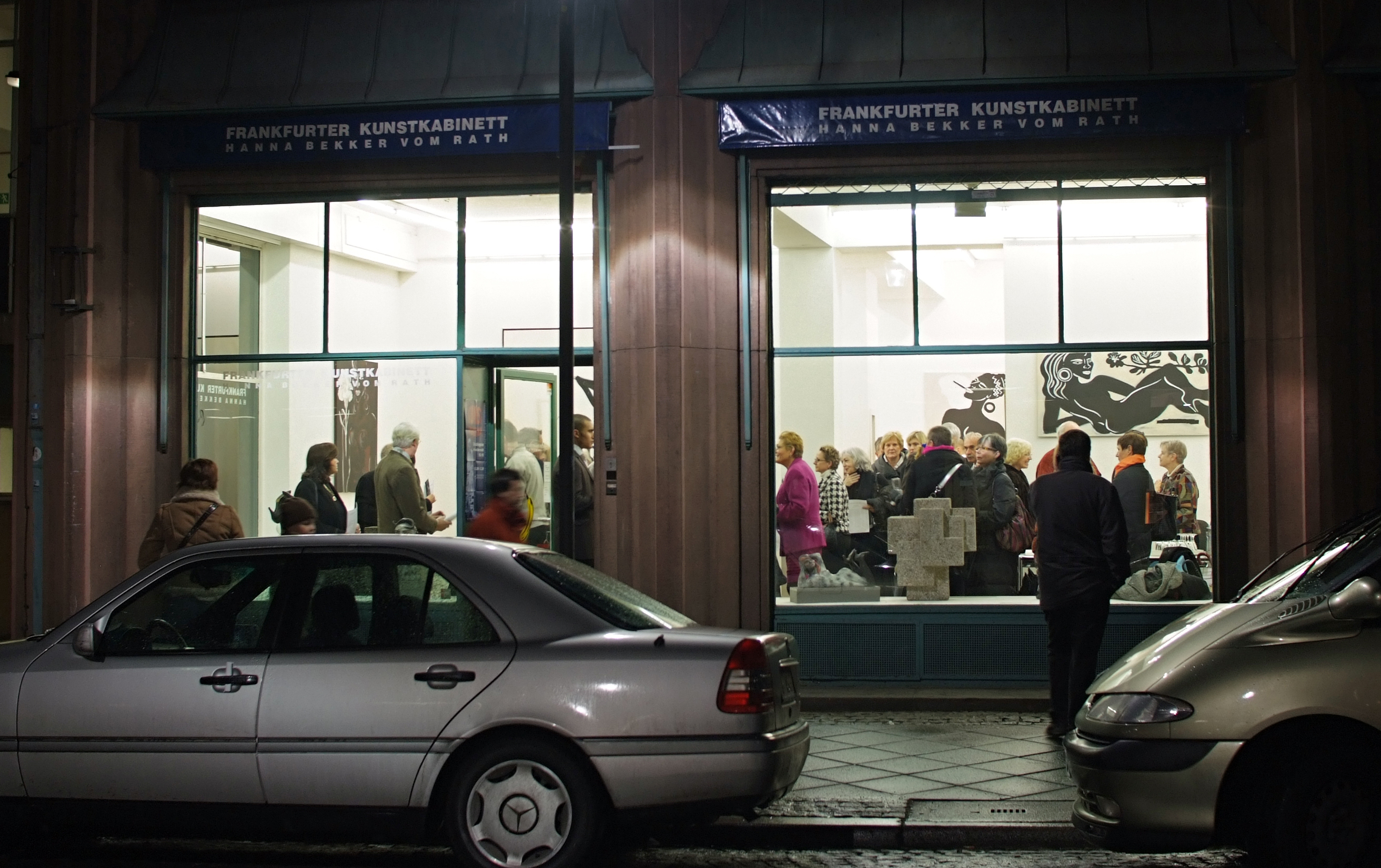
ورنیساژ در کابینه هنری فرانکفورت (۲۰۰۹)

ورنیساژ به معنی افتتاحیه تشریفاتی یک نمایشگاه هنری است که در آن آثار یک هنرمند زنده به نمایش گذاشته می‌شود.

## تاریخچه
در اصل، ورنیساژ گام نهایی یک نقاشی بود. برای این منظور، لاک بر روی تصویر تمام شده (فرانسوی: vernis‎، یک پوشش شفاف) از یک طرف برای محافظت از اثر در برابر تأثیرات محیطی و از طرف دیگر برای ایجاد رنگ‌ها به روشی خاص استفاده می‌شد. به معنی، کار «بالاخره تکمیل شد» استفاده می‌شد زیرا که در واقع ادامه نقاشی پس از آن غیرممکن بود. هنرمندان معمولاً برای بررسی نتیجه، تصاویری را که قرار است به نمایش گذاشته شوند، لاک می‌زنند. اما در برخی از گالری‌های نمایشگاهی، این کار توسط کارمندان انجام می‌شد و هنرمندان پس از لاک زدن باید خود را برای جلوه رنگ‌هایشان آماده می‌کردند.
ورنیساژ با گذشت زمان، رسم به وجود آمد که از این «لاک» که قبل از افتتاح رسمی نمایشگاه، با جشنی در میان دوستان و مشتریان گرامی داشته می‌شد، تجلیل شود. بعداً هر دو مصادف شدند و ورنیساژ به «گشایش نمایشگاه» تبدیل شد.

## ورنیساژ امروز
امروز ورنیساژ افتتاحیه یک نمایشگاه است. آثار در یک گالری قرار می‌گیرند تا تجربه هنری خاصی را به بازدیدکنندگان ارائه دهند. قبل از اینکه نمایشگاه به روی عموم باز شود، میهمانان ویژه ای به ورنیساژ دعوت می‌شوند: دوستداران هنر، دلالان هنر، سیاستمداران، رهبران تجاری، حامیان گالری و هنرمندان و البته مطبوعات. گالری دار ورنیساژ را باز می‌کند و او یا یک هنرشناس آثار به نمایش گذاشته شده و هنرمند، حرفه و آثار کامل او را معرفی می‌کند. هنرمند اغلب شخصاً حضور دارد. به دنبال آن بررسی و بحث در مورد تک تک آثار انجام می‌شود. این فرایند معمولاً با پذیرایی ایستاده در آغاز و گفتگوهای هنری با نوشیدنی‌های خوب و غذاهای لذیذ در پایان تنظیم می‌شود.
پایان تشریفاتی در آخرین روز یک نمایشگاه هنری، فینیسیاژ نامیده می‌شود. در نمایشگاه‌های هنری بزرگ‌تر، می‌توان در نیمهٔ راه نمایشگاه، میان‌رسانی مؤثر رسانه‌ای نیز وجود داشت.

## لینک‌های وب
- وب سایتی که ورنیساژها را در قالب فیلم مستند می‌کند
- تاریخ‌های فعلی در ausstellungsportal.net